# Хілогосон
Хілогосо́н (рос. Хилогосон) — село у складі Хілоцького району Забайкальського краю, Росія. Адміністративний центр Хілогосонського сільського поселення.

## Населення
Населення — 206 осіб (2010; 220 у 2002).
Національний склад (станом на 2002 рік):
- буряти — 64 %
- росіяни — 34 %